# 孙扬
孙扬，紹興餘姚人，是一名清朝政治人物。
孙扬曾于康熙九年(1670年)接替刘梦兴任漳州府知府一职，康熙十二年(1673年)由胡献瑶接任。